# Phaea beierli
Phaea beierli là một loài bọ cánh cứng trong họ Cerambycidae.